# الشريعة الإسلامية
الشَّريعة هي مجموعة من القوانين الدينية التي تشكل جزءًا من التقاليد الإسلامية، وهي مستمدة من تعاليم الإسلام الدينية وتقوم على المصادر المقدسة للإسلام، ولا سيما القرآن والحديث. في اللغة العربية، يشير مصطلح الشريعة إلى قانون الله الذي لا يتغير ويتناقض مع الفقه الذي يشير إلى التفسيرات البشرية. كانت طريقة تطبيق الشريعة في العصر الحديث موضع نزاع بين الأصوليين المسلمين والحداثيين.
تعترف النظرية التقليدية للفقه الإسلامي بأربعة مصادر للشريعة: القرآن، والسنة (الحديث الصحيح)، والقياس، والإجماع (الإجماع الفقهي). طورت المذاهب الفقهية المختلفة - ومن أبرزها الحنفية والمالكية والشافعية والحنبلية والجعفرية- منهجيات لاشتقاق أحكام الشريعة من المصادر الكتابية باستخدام عملية تعرف باسم الاجتهاد. يميز الفقه التقليدي فرعين رئيسيين من فروع الفقه، العبادات (الطقوس) والمعاملات (العلاقات الاجتماعية)، والتي تضم معًا مجموعة واسعة من الموضوعات. وتهتم أحكامها بالمعايير الأخلاقية بقدر ما تهتم بالمعايير الفقهية، وتخصص الأفعال لواحدة من خمس فئات: فرض، ومندوب، ومباح، ومكروه، وحرام. تطور الفقه على مر القرون من خلال فتاوى أصدرها فقهاء مؤهلون وطُبقت تاريخيًا في المحاكم الشرعية من قبل قضاة معينين من قبل الحاكم، تكملها العديد من القوانين الاقتصادية والجنائية والإدارية الصادرة عن الحكام المسلمين.
في العصر الحديث، استُبدلت القوانين التقليدية في العالم الإسلامي على نطاق واسع بقوانين مستوحاة من النماذج الأوروبية. وبالمثل جُعلت الإجراءات القضائية والتعليم القانوني متماشية مع الممارسات الأوروبية. في حين أن دساتير معظم الدول ذات الأغلبية المسلمة تحتوي على إشارات إلى الشريعة، إلا أن قواعدها يُحتفظ بها إلى حد كبير فقط في قانون الأسرة. سعى المشرعون الذين وضعوا هذه القوانين إلى تحديثها دون التخلي عن أسسها في الفقه التقليدي. جلبت الصحوة الإسلامية في أواخر القرن العشرين دعوات من قبل الحركات الإسلامية للتطبيق الكامل للشريعة، بما في ذلك الحدود الجسدية، مثل الرجم. في بعض الحالات، أدى ذلك إلى إصلاح قانوني تقليدي، بينما شهدت بلدان أخرى إعادة تفسير قضائي للشريعة دعا إليه الإصلاحيون التقدميون.
في القرن الحادي والعشرين، أصبح دور الشريعة موضوعًا متنازعًا بشكل متزايد حول العالم، استُشهد بإدخال القوانين المستندة إلى الشريعة كسبب للنزاع في بعض البلدان الإفريقية، مثل نيجيريا والسودان، وقد أصدرت بعض الولايات القضائية في أمريكا الشمالية حظرًا على استخدام الشريعة، على أنها قيود على القوانين الدينية أو الأجنبية ، هناك نقاشات نظرية مستمرة حول ما إذا كانت الشريعة متوافقة مع الديمقراطية، وحقوق الإنسان، وحرية الفكر، وحقوق المرأة، وحقوق المثليين، والخدمات المصرفية. قضت المحكمة الأوروبية لحقوق الإنسان في ستراسبورغ في عدة قضايا بأن الشريعة تتعارض مع المبادئ الأساسية للديمقراطية. تتضمن بعض الممارسات التقليدية انتهاكات جسيمة لحقوق الإنسان، وخاصة فيما يتعلق بالمرأة وحرية الدين.

## الشريعة لغةً
الشريعة لغةً هي مورد الماء الجاري الذي يعده الناس لسقي دوابهم ومنه قول العرب شرعت الإبل إذا وردت شريعة الماء. قال ابن فارس: «الشريعة، وهي مورد الشاربة للماء، واشتق من ذلك الشرعة في الدين، والشريعة.». وقال ابن منظور: «والعرب لا تسميها شريعة حتى يكون الماء عدًّا لا انقطاع له، ويكون ظاهرًا معينًا لا يسقى بالرِّشاء.». وفي الحديث: فأشرع ناقته أي أدخلها في شريعة الماء. وفي حديث الوضوء: حتى أشرع في العضد أي أدخل الماء إليه.
ومن ذلك اشتق معنى الشريعة وهي الطريقة المستقيمة ومن ذلك قوله تعالى: ﴿ثُمَّ جَعَلْنَاكَ عَلَى شَرِيعَةٍ مِنَ الْأَمْرِ فَاتَّبِعْهَا وَلَا تَتَّبِعْ أَهْوَاءَ الَّذِينَ لَا يَعْلَمُونَ ۝١٨﴾ [الجاثية:18] أي جعلناك على طريقة مستقيمة وواضحة من أمر الله. أورد الفيروزآبادي في معنى الشريعة: «الظاهر المستقيم من المذاهب... وشَرَعَ لهم، كمَنَعَى: سَنَّ». قال امرؤ القيس:

## الشريعة اصطلاحًا
يراد الشريعة دين الإسلام كله بمعناه الشامل، فقيل في تعريفها أنها ما شرعه الله لعباده المسلمين من الأوامر والنواهي والحلال والحرام، وهي الأحكام والقواعد والنظم المُشرَّعة من الله لإقامة الحياة العادلة وتصريف مصالح الناس وأمنهم في العقائد والعبادات والأخلاق والمعاملات ونظم الحياة في شعبها المختلفة. وقال ابن منظور: «والشريعة والشرعة: ما سن الله من الدين وأمر به كالصوم والصلاة والحج والزكاة وسائر أعمال البر». وقال ابن حزم الأندلسي: «الشريعة هي ما شرعه الله تعالى على لسان نبيه صلى الله عليه وسلم في الديانة، وعلى ألسنة الأنبياء عليهم السلام قبله، والحكم منها للناسخ.». وقال ابن تيمية في مجموع الفتاوى:
| الشريعة الإسلامية | الشَّرِيعَةَ هِيَ طَاعَةُ اللَّهِ وَرَسُولِهِ وَأُولِي الْأَمْرِ مِنَّا، وَقَدْ قَالَ اللَّهُ تَعَالَى: ﴿يَا أَيُّهَا الَّذِينَ آمَنُوا أَطِيعُوا اللَّهَ وَأَطِيعُوا الرَّسُولَ وَأُولِي الْأَمْرِ مِنْكُمْ﴾ [النساء:59]، وَقَدْ أَوْجَبَ طَاعَتَهُ وَطَاعَةَ رَسُولِهِ فِي آيٍ كَثِيرٍ مِنْ الْقُرْآنِ، وَحَرَّمَ مَعْصِيَتَهُ وَمَعْصِيَةَ رَسُولِهِ وَوَعَدَ بِرِضْوَانِهِ وَمَغْفِرَتِهِ وَرَحْمَتِهِ وَجَنَّتِهِ عَلَى طَاعَتِهِ وَطَاعَةِ رَسُولِهِ وَأَوْعَدَ بِضِدِّ ذَلِكَ عَلَى مَعْصِيَتِهِ وَمَعْصِيَةِ رَسُولِهِ، فَعَلَى كُلِّ أَحَدٍ مِنْ عَالِمٍ أَوْ أَمِيرٍ أَوْ عَابِدٍ أَوْ مُعَامِلٍ أَنْ يُطِيعَ اللَّهَ وَرَسُولَهُ فِيمَا هُوَ قَائِمٌ بِهِ مِنْ عِلْمٍ أَوْ حُكْمٍ أَوْ أَمْرٍ أَوْ نَهْيٍ أَوْ عَمَلٍ أَوْ عِبَادَةٍ أَوْ غَيْرِ ذَلِكَ. وَحَقِيقَةُ الشَّرِيعَةِ: اتِّبَاعُ الرُّسُلِ وَالدُّخُولُ تَحْتَ طَاعَتِهِمْ كَمَا أَنَّ الْخُرُوجَ عَنْهَا خُرُوجٌ عَنْ طَاعَةِ الرُّسُلِ وَطَاعَةُ الرُّسُلِ هِيَ دِينُ اللَّهِ. | الشريعة الإسلامية |

## الشريعة في القرآن
ورد لفظ الشريعة ومشتقاتها في القرآن أربع مرات:
- ﴿ثُمَّ جَعَلْنَاكَ عَلَى شَرِيعَةٍ مِنَ الْأَمْرِ فَاتَّبِعْهَا وَلَا تَتَّبِعْ أَهْوَاءَ الَّذِينَ لَا يَعْلَمُونَ ۝١٨﴾ الجاثية الآية 18
- ﴿وَأَنْزَلْنَا إِلَيْكَ الْكِتَابَ بِالْحَقِّ مُصَدِّقًا لِمَا بَيْنَ يَدَيْهِ مِنَ الْكِتَابِ وَمُهَيْمِنًا عَلَيْهِ فَاحْكُمْ بَيْنَهُمْ بِمَا أَنْزَلَ اللَّهُ وَلَا تَتَّبِعْ أَهْوَاءَهُمْ عَمَّا جَاءَكَ مِنَ الْحَقِّ لِكُلٍّ جَعَلْنَا مِنْكُمْ شِرْعَةً وَمِنْهَاجًا وَلَوْ شَاءَ اللَّهُ لَجَعَلَكُمْ أُمَّةً وَاحِدَةً وَلَكِنْ لِيَبْلُوَكُمْ فِي مَا آتَاكُمْ فَاسْتَبِقُوا الْخَيْرَاتِ إِلَى اللَّهِ مَرْجِعُكُمْ جَمِيعًا فَيُنَبِّئُكُمْ بِمَا كُنْتُمْ فِيهِ تَخْتَلِفُونَ ۝٤٨﴾ المائدة الآية 48
- ﴿شَرَعَ لَكُمْ مِنَ الدِّينِ مَا وَصَّى بِهِ نُوحًا وَالَّذِي أَوْحَيْنَا إِلَيْكَ وَمَا وَصَّيْنَا بِهِ إِبْرَاهِيمَ وَمُوسَى وَعِيسَى أَنْ أَقِيمُوا الدِّينَ وَلَا تَتَفَرَّقُوا فِيهِ كَبُرَ عَلَى الْمُشْرِكِينَ مَا تَدْعُوهُمْ إِلَيْهِ اللَّهُ يَجْتَبِي إِلَيْهِ مَنْ يَشَاءُ وَيَهْدِي إِلَيْهِ مَنْ يُنِيبُ ۝١٣﴾ الشورى الآية 13
- ﴿أَمْ لَهُمْ شُرَكَاءُ شَرَعُوا لَهُمْ مِنَ الدِّينِ مَا لَمْ يَأْذَنْ بِهِ اللَّهُ وَلَوْلَا كَلِمَةُ الْفَصْلِ لَقُضِيَ بَيْنَهُمْ وَإِنَّ الظَّالِمِينَ لَهُمْ عَذَابٌ أَلِيمٌ ۝٢١﴾ الشورى الآية 21

## خصائص الشريعة الإسلامية
يسرد العلماء المسلمون عدة خصائص للشريعة الإسلامية، منها أنها:
- عامة، فلا يختص بها أمة دون أمة أو قوم دون قوم.[25]
- دائمة، فلا يختص بها جيل دون جيل.[25]
- معصومة، يقول الشاطبي: "إن هذه الشريعة المباركة معصومة، كما أن صاحبها ﷺ معصوم، وكما كانت أمته فيما اجتمعت عليه معصومة".[26]
- ملزمة، ولا يصح لأحد الخروج منها، والدليل قوله: ﴿وَمَا كَانَ لِمُؤْمِنٍ وَلَا مُؤْمِنَةٍ إِذَا قَضَى اللَّهُ وَرَسُولُهُ أَمْرًا أَنْ يَكُونَ لَهُمُ الْخِيَرَةُ مِنْ أَمْرِهِمْ وَمَنْ يَعْصِ اللَّهَ وَرَسُولَهُ فَقَدْ ضَلَّ ضَلَالًا مُبِينًا ۝٣٦﴾ [الأحزاب:36].[27]
- أصولها قطعية الدلالة.[28]